# キャンドルマス諸島

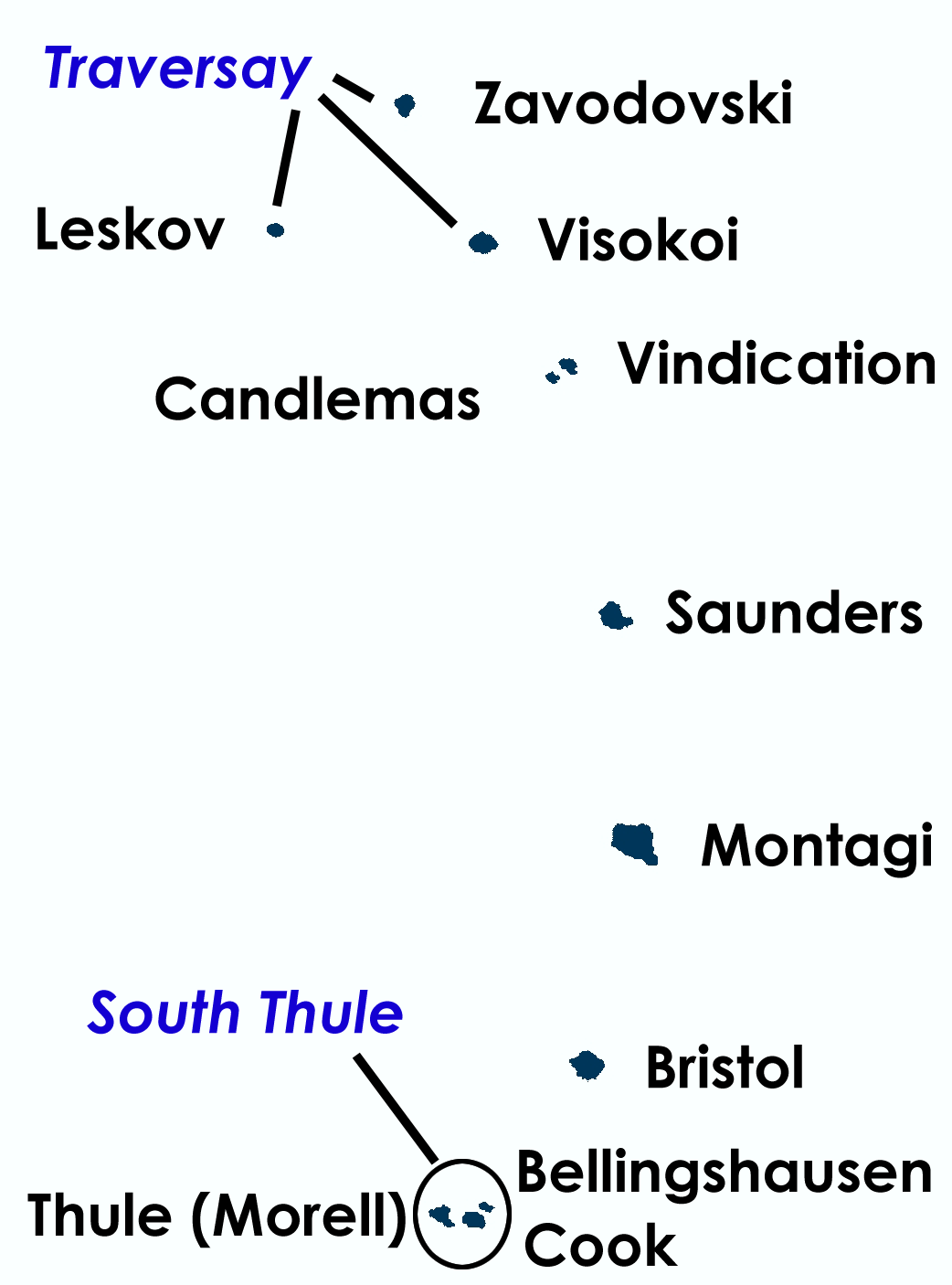
サウスサンドウィッチ諸島

キャンドルマス諸島（英語: Candlemas Islands）は、サウスサンドウィッチ諸島を構成する諸島で、イギリス領サウスジョージア・サウスサンドウィッチ諸島に属している。キャンドルマス島とビンディケーション島、いくつかの岩から成る。両島はネルソン海峡によって隔てられている。無人島。